# GameRankings
GameRankings是CBS互动旗下的電子遊戲评论汇总網站。GameRankings收集其他媒体對各電子遊戲打分，并计算平均分，同时收集各玩家對每一款遊戲的意見及批評。現時GameRankings網站上各收錄超過關於14,500款遊戲的315,000評分文章。GameRankings的評分被普遍認為一款成功的電子遊戲的指標之一。
2019年12月6日，网站宣布将于次周12月9日关闭，之后将重定向到CBS互动旗下另外一家娱乐评价汇总网站Metacritic。网站关闭后，GameRanking团队加入Metacritic负责经典游戏。